# Madeline (Kurzfilm)
Madeline ist ein US-amerikanischer animierter Kurzfilm von Robert Cannon aus dem Jahr 1952.

## Handlung
In einem alten Haus in Paris lebt die Erzieherin Miss Clavel mit zwölf Mädchen. Alle zwölf benutzen einen Waschraum und schlafen in einem großen Schlafsaal. Oft gehen sie in Zweierreihe in Paris spazieren, wobei vor allem die Jüngste, Madeline, den größten Unsinn anstellt. Sie hat keine Angst vor Mäusen oder vor dem Tiger im Zoo und bringt Miss Clavel mit ihrem Wagemut manchmal zur Verzweiflung.
Eines Nachts erwacht Miss Clavel mit der Ahnung, dass etwas nicht stimmt. Im Schlafsaal findet sie die weinende Madeline vor und der Arzt stellt eine Blinddarmentzündung fest. Madeline wird im Krankenhaus operiert. Die anderen Mädchen und Miss Clavell besuchen sie nach der Operation. Madelines Krankenzimmer ist voller Spielzeug und das Mädchen selbst zeigt den anderen stolz ihre Operationsnarbe. In der nächsten Nacht erwacht Miss Clavel erneut und findet im Schlafsaal elf weinende Mädchen vor. Sie wollen ebenfalls den Blinddarm entfernt kriegen. Erheitert löscht Miss Clavel das Schlafsaallicht.

## Produktion
Madeline kam am 27. November 1952 als Teil der Jolly Frolics Theatrical Cartoon Series in die Kinos. Der Film beruht auf dem Kinderbuch Madeline von Ludwig Bemelmans und war die erste einer Reihe von Madeline-Verfilmungen.
Die Kolorierung des Films stammt von Jules Engel. Als Erzählerin ist Gladys Holland zu hören.

## Auszeichnungen
Madeline wurde 1953 für einen Oscar in der Kategorie „Bester animierter Kurzfilm“ nominiert, konnte sich jedoch nicht gegen Katz und Maus im Walzertakt durchsetzen.